# Dytryk III
Dytryk III (według innych wersji numeracji: IV lub V) (ur. ok. 1160 r., zm. ok. 1200/1202 r.) – hrabia Kleve od 1172 r.

## Życiorys
Dytryk był synem hrabiego Kleve Dytryka II i Adelajdy, córki Gebharda, margrabiego Sulzbachu oraz bratanicy królowej Niemiec Gertrudy z Sulzbachu. Żoną Dytryka była od 1182 r. Małgorzata, córka hrabiego Holandii Florisa III. Ich synem był następca Dytryka jako hrabiego Kleve, Dytryk IV.
Dytryk toczył liczne spory z sąsiednimi władcami. Konflikt z arcybiskupem Kolonii Filipem z Heinsbergu zakończony został kompromisem zawartym za pośrednictwem cesarza Fryderyka I Barbarossy w 1188 r.; rok później obaj adwersarze ruszyli wraz z cesarzem na III wyprawę krzyżową, a zastępcą Dytryka w hrabstwie Kleve został jego młodszy brat Arnold.